# Mato Neretljak
Mato Neretljak (ur. 3 czerwca 1979 w Orašju) – chorwacki piłkarz grający na pozycji obrońcy.

## Życiorys
Neretljak urodził się na terenie obecnej Bośni i Hercegowiny, a piłkarską karierę zaczynał w zespole NK Orasje. Potem trafił do chorwackiego NK Osijek, a do pierwszego zespołu trafił w wieku 21 lat, a w pierwszej lidze zadebiutował 19 września 2000 roku w wygranym 6:2 meczu z drużyną NK Hrvatski Dragovoljac i od czasu debiutu zaczął grać w podstawowej jedenastce. NK Osijek z Neretljakiem na środku obrony całkiem dobrze radził sobie w lidze i ostatecznie wywalczył 3. miejsce w lidze. Kolejny sezon (2001/2002) był dla Osijeku i Neretljaka dużo gorszy niż poprzedni. Osijek zaraz po zdegradowanym do drugiej ligi TSK Topolovac stracił najwięcej bramek w lidze, bo aż 48 i zajął dopiero 8. miejsce. Jednak nie przeszkodziło to Mato w zmianie klubu na lepszy. Latem 2002 przeszedł do ówczesnego wicemistrza kraju Hajduka Split. Było to dla Hajduka solidne wzmocnienie defensywy i z Neretljakiem w linii obrony stracili oni najmniej bramek. Hajduk wywalczył dodatkowo wicemistrzostwo kraju. Natomiast w sezonie 2003/2004 to właśnie drużyna Neretljaka została mistrzem Chorwacji. On sam zagrał w 29 meczach i wydatnie pomógł splickiej drużynie w odniesieniu tego sukcesu. W sezonie 2004/2005 także może czuć się mistrzem Chorwacji pomimo tego, że w barwach Hajduka rozegrał tylko rundę jesienną (18 meczów/1 gol). Na początku roku 2005 za sumę około miliona euro (niektóre źródła podają kwotę 250 tysięcy euro) przeszedł dość niespodziewanie do koreańskiego Suwon Samsung Bluewings. Drużyna ta nie rozegrała jednak dobrego sezonu i zakończyła go na 9. miejscu w K-League. Neretljak wtedy w lidze zagrał 20 meczów i zdobył 5 bramek. Mówiło się o jego powrocie do ojczyzny, ale sezon 2006 Neretljak także rozgrywa w Korei.

## Kariera reprezentacyjna
W reprezentacji Chorwacji Neretljak zadebiutował 25 kwietnia 2004 w zremisowanym 2:2 meczu z Grecją, kiedy w 87 minucie zmienił Borisa Živkovicia. Jednak na kolejny występ w kadrze musiał poczekać aż 2 lata. 15 listopada 2003 zagrał przeciwko Słowenii w ramach kwalifikacji do Euro 2004. Natomiast pierwszą bramkę w kadrze Neretljak zdobył 18 lutego 2004 w Splicie, w przegranym 1:2 towarzyskim meczu z Niemcami. Ówczesny selekcjoner Chorwacji Otto Barić powołał Neretljaka do 23-osobowej kadry na same mistrzostwa Europy w Portugalii, jednak Mato nie zagrał na nich ani minuty. Neretljak zagrał także w dwóch towarzyskich meczach kadry w Pucharze Carlsberga w Hongkongu w 2006 roku.

## Kariera
| Sezon   | Klub                    | Kraj             | Rozgrywki          | Mecze | Bramki |
| ------- | ----------------------- | ---------------- | ------------------ | ----- | ------ |
| 2000/01 | NK Osijek               | Chorwacja        | Prva HNL           | 24    | 2      |
| 2001/02 | NK Osijek               | Chorwacja        | Prva HNL           | 23    | 1      |
| 2002/03 | Hajduk Split            | Chorwacja        | Prva HNL           | 30    | 2      |
| 2003/04 | Hajduk Split            | Chorwacja        | Prva HNL           | 29    | 1      |
| 2004/05 | Hajduk Split            | Chorwacja        | Prva HNL           | 18    | 1      |
| 2005    | Suwon Samsung Bluewings | Korea Południowa | K-League           | 20    | 5      |
| 2006    | Suwon Samsung Bluewings | Korea Południowa | K-League           | 23    | 3      |
| 2007    | Suwon Samsung Bluewings | Korea Południowa | K-League           | 23    | 3      |
| 2008    | Suwon Samsung Bluewings | Korea Południowa | K-League           |       |        |
|         |                         |                  | Łącznie w Prva HNL | 124   | 7      |
|         |                         |                  | Łącznie w K-League | 66    | 11     |